# Сенека (округ Вуд, Вісконсин)
Сенека (англ. Seneca) — місто (англ. town) в США, в окрузі Вуд штату Вісконсин. Населення — 1039 осіб (2020).

## Демографія
Згідно з переписом 2010 року, у місті мешкало 1120 осіб у 411 домогосподарстві у складі 324 родин. Було 435 помешкань
Расовий склад населення:
| - 92,8 % — білих - 4,6 % — корінних американців - 1,2 % — азіатів - 0,2 % — чорних або афроамериканців |

До двох чи більше рас належало 0,5 %. Частка іспаномовних становила 1,7 % від усіх жителів.
За віковим діапазоном населення розподілялося таким чином: 24,0 % — особи молодші 18 років, 62,2 % — особи у віці 18—64 років, 13,8 % — особи у віці 65 років та старші. Медіана віку мешканця становила 43,2 року. На 100 осіб жіночої статі у місті припадало 102,9 чоловіків;  на 100 жінок у віці від 18 років та старших — 107,6 чоловіків також старших 18 років.
Середній дохід на одне домашнє господарство  становив 75 433 долари США (медіана — 66 406), а середній дохід на одну сім'ю — 81 081 долар (медіана — 75 000). Медіана доходів становила 48 750 доларів для чоловіків та 37 167 доларів для жінок. За межею бідності перебувало 3,6 % осіб, у тому числі 4,3 % дітей у віці до 18 років та 8,3 % осіб у віці 65 років та старших.
Цивільне працевлаштоване населення становило 656 осіб. Основні галузі зайнятості: виробництво — 29,9 %, освіта, охорона здоров'я та соціальна допомога — 24,1 %, фінанси, страхування та нерухомість — 8,1 %, мистецтво, розваги та відпочинок — 7,3 %.